# باروک آندی

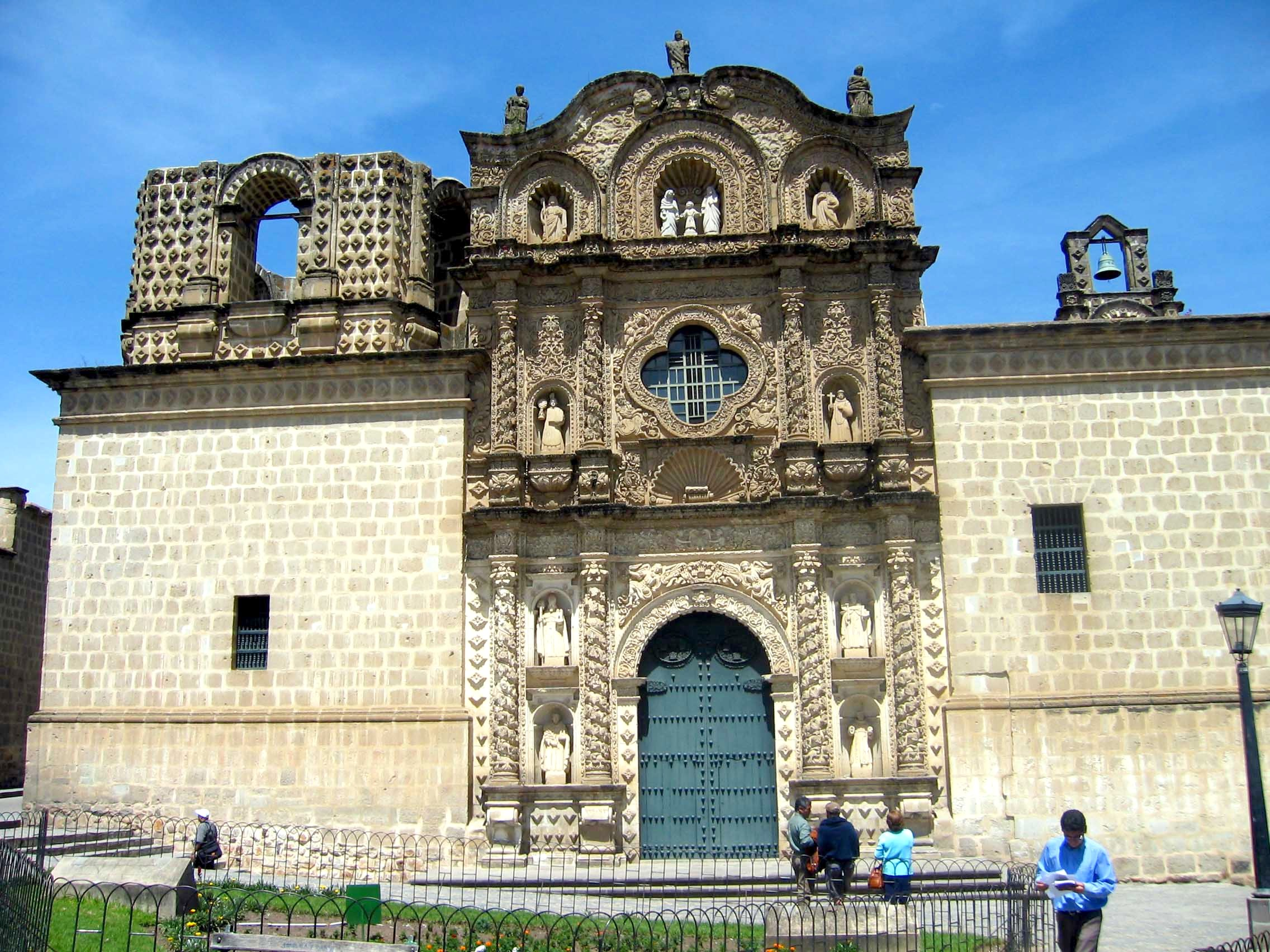
کلیسای بلن. معماری باروک کاجامارکا

باروک آندی (اسپانیایی: Barroco andino) یک حرکت هنری است که در پرو مستعمره‌ای بین سال‌های ۱۶۸۰ و ۱۷۸۰ ظهور کرد. این سبک در موقعیت جغرافیایی آرکیپا و دریاچه تیتیکاکا در پروی کنونی، بر فراز بلندای کوه‌های آند حکومت کرده و به تمامی آلتی‌پلانوی پراکنده شده است. واژه پرتغالی باروکو به معنای ناخالص، لکه‌دار، پرزرق و برق، و جسور، به برجسته‌ترین نمونه هنر باروک آندی در معماری مذهبی اشاره دارد؛ جایی که هنرمندان کریولو و صنعتگران بومی دست در دست هم داده و به آن روح و شخصیت منحصر به فردی بخشیدند، همانند آنچه در باروک نو اسپانیایی رخ داد.